# Beef Jerky

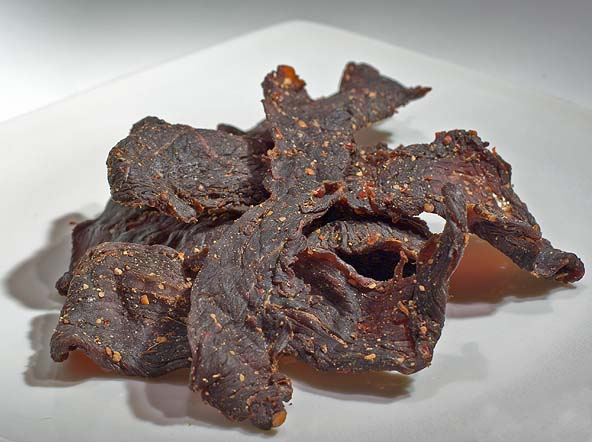
Beef Jerky

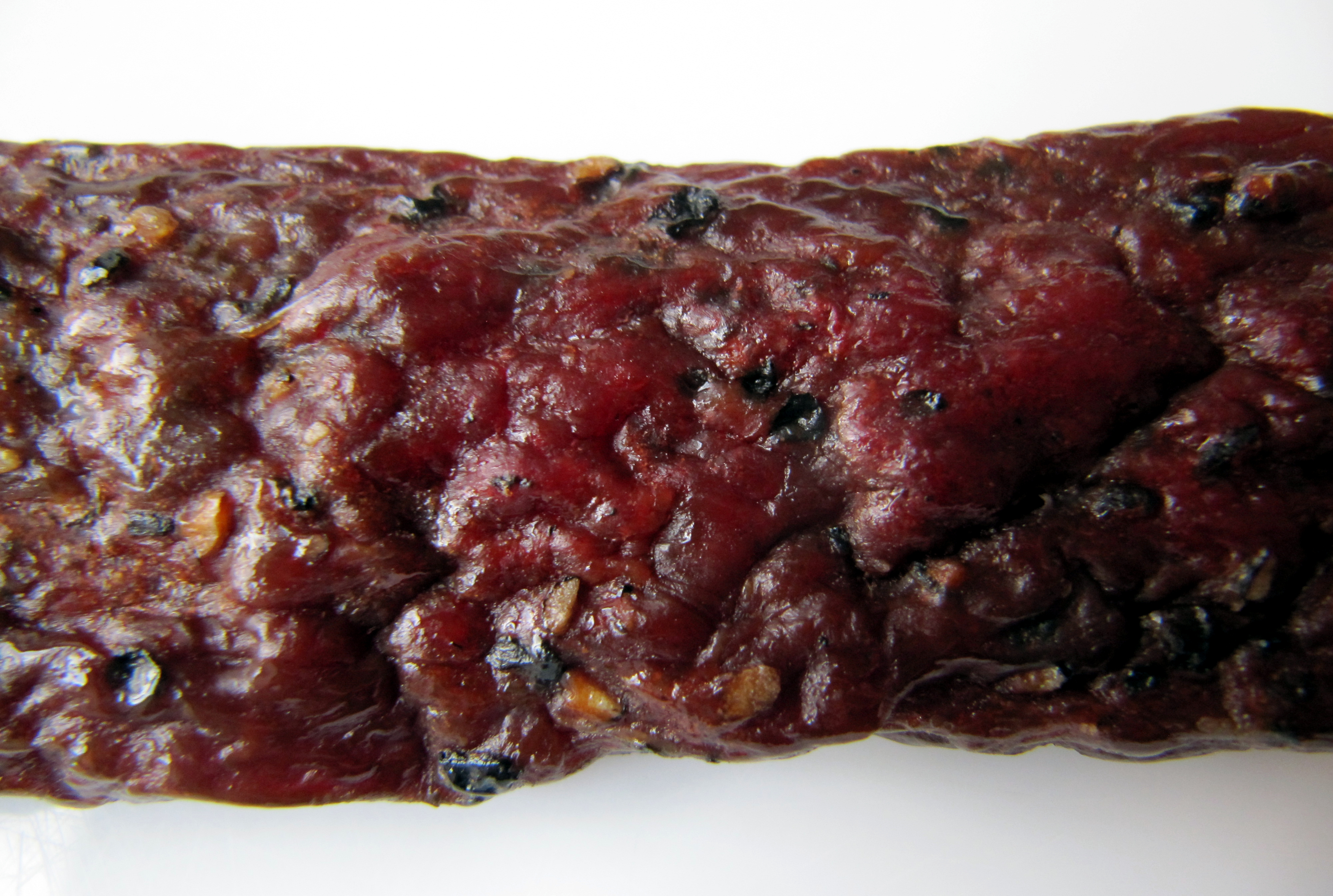
Detailansicht

Beef Jerky (IPA: [biːf ˈdʒɜːki], anhörenⓘ) ist ein Trockenfleisch der amerikanischen Küche aus mariniertem oder gesalzenem, in dünne Streifen geschnittenem Rindfleisch (englisch: beef). Es wird üblicherweise ohne weitere Zubereitung als Imbiss gegessen und dient auch als Proviant.

## Herstellung und Vertrieb
Zur Herstellung von Beef Jerky wird Rindfleisch von Fett und Sehnen befreit, in wenige Millimeter dünne Scheiben oder Streifen geschnitten, etwa einen Tag in einer Marinade aus verschiedenen Würzsaucen, Gewürzen und/oder in Salz eingelegt und schließlich auf Rosten ausgebreitet bei ca. 50 °C getrocknet. Es gibt unterschiedlich gewürzte Varianten. Je nach Marinade und verwendetem Fleischstück enthält Beef Jerky ungefähr 50 % Proteine, 2 bis 7 % Fette und 2 bis 25 % Kohlenhydrate.
Beef Jerky wird heute vorwiegend industriell hergestellt. Die wichtigsten Produktionsländer sind die USA, Brasilien, Uruguay, Argentinien. Weltmarktführer ist das Familienunternehmen Jack Link’s aus den USA.
Forscher der Universität Oxford haben herausgefunden, dass Beef Jerky unter 57.000 getesteten Lebensmitteln im Hinblick auf den ökologischen Fußabdruck zu den umweltschädlichsten gehört.